# Ghost Brigade
Ghost Brigade war eine sechsköpfige finnische Progressive-Death-Metal-Band aus Jyväskylä, die im Jahr 2005 gegründet wurde und sich 2020 auflöste. Die Band hat vier Studioalben über das Label Season of Mist veröffentlicht.

## Geschichte
Die Band wurde im Jahr 2005 von Sänger Manne Ikonen, den Gitarristen Tommi Kiviniemi und Wille Naukkarinen, Schlagzeuger Veli-Matti Suihkonen und Bassist Janne Julin gegründet. Im Folgejahr veröffentlichten sie ein erstes Demo, das sie an verschiedene Magazine und Labels schickten. Dadurch erreichte die Band einen Vertrag bei Season of Mist. Im Frühjahr 2007 begab sich die Band in das Seawolf Studio, das sich auf einer kleinen Insel vor Helsinki befindet. Als Keyboarder war dabei Aleksi Munter (Swallow the Sun, Insomnium) vertreten. Das Debütalbum Guided by Fire erschien im September, das von Mikko Poikolainen und Aaro Seppovaara produziert wurde. Nach der Veröffentlichung folgten einige einzelne Auftritte in Europa. Im Sommer 2008 spielte die Band auf dem Hellfest in Frankreich. Im Sommer folgte ein Auftritt auf dem Summer Breeze Festival. Anfang August 2009 erschien das Album Isolation Songs, dem 2011 Until Fear No Longer Defines Us folgte. 2010 trat die Band erstmals und 2012 erneut auf dem Wacken Open Air auf. 2014 veröffentlichte die Band ihr viertes Album „IV - One with the Storm“. Das Album wurde abgesehen von Finnland, wo es vom eigenen Label der Band, Nihil Oy, veröffentlicht wurde, weltweit durch das französische Plattenlabel Season of Mist veröffentlicht. Im Dezember 2015 gibt die Band bekannt, dass sie sich eine Auszeit auf unbestimmte Zeit nimmt. Die endgültige Auflösung erfolgte im August 2020.

## Stil
Die Musik der Band wird als eine Mischung aus Gothic-, Melodic-Death- und Doom-Metal beschrieben. Zudem sind auch Anleihen von der Alternative-Metal-Band Burst hörbar.

## Sonstiges
Im Jahr 2010 gründeten die beiden Gitarristen Wille Naukkarinen und Tommi Kiviniemi gemeinsam mit dem vormaligen von Swallow-the-Sun-Schlagzeuger Pasi Pasanen die Band Sons of Aeon.

## Galerie

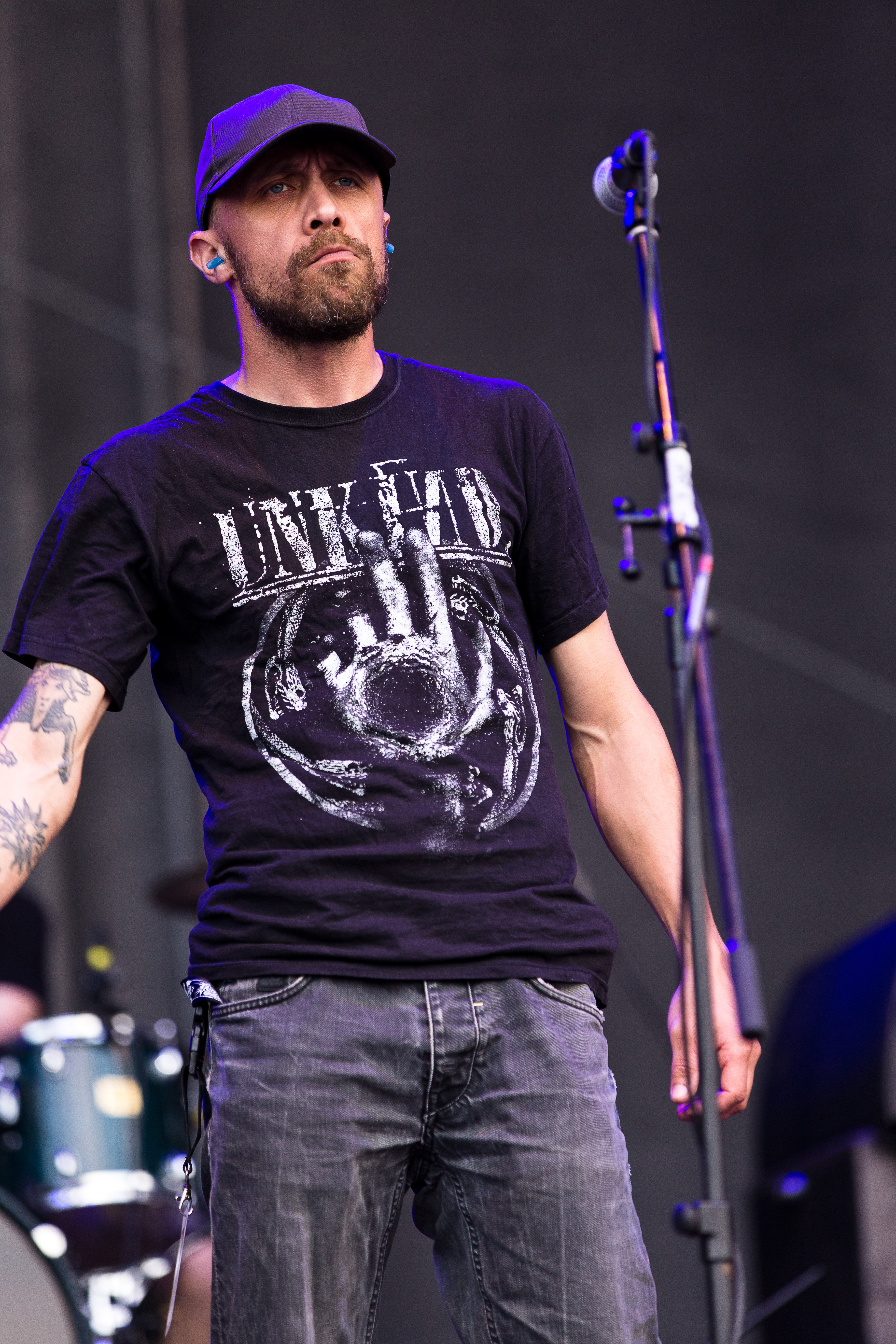
Sänger Manne Ikonen bei einem Auftritt auf dem Party.San Open Air 2015
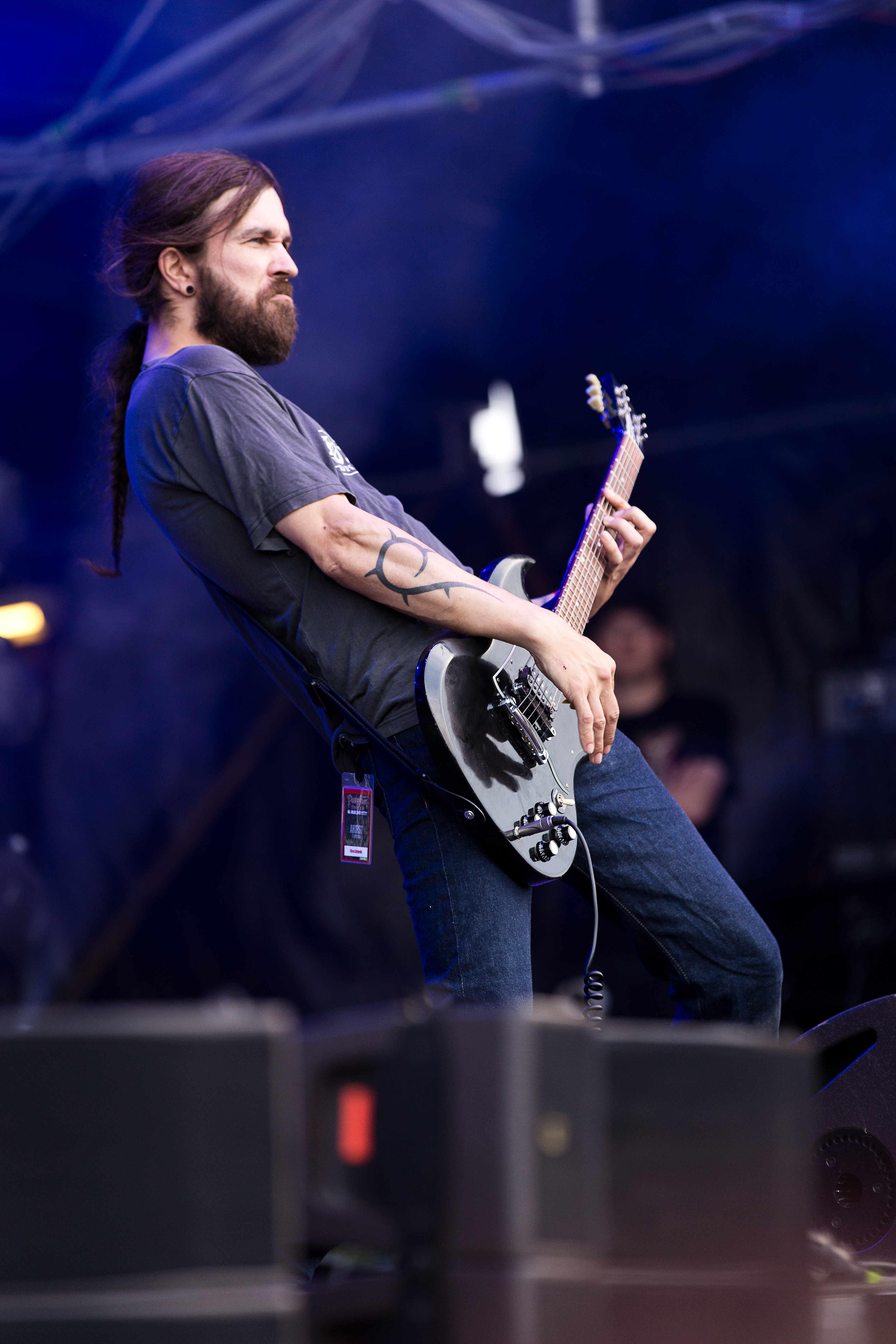
Tommi Kiviniemi auf dem Party.San Open Air 2015
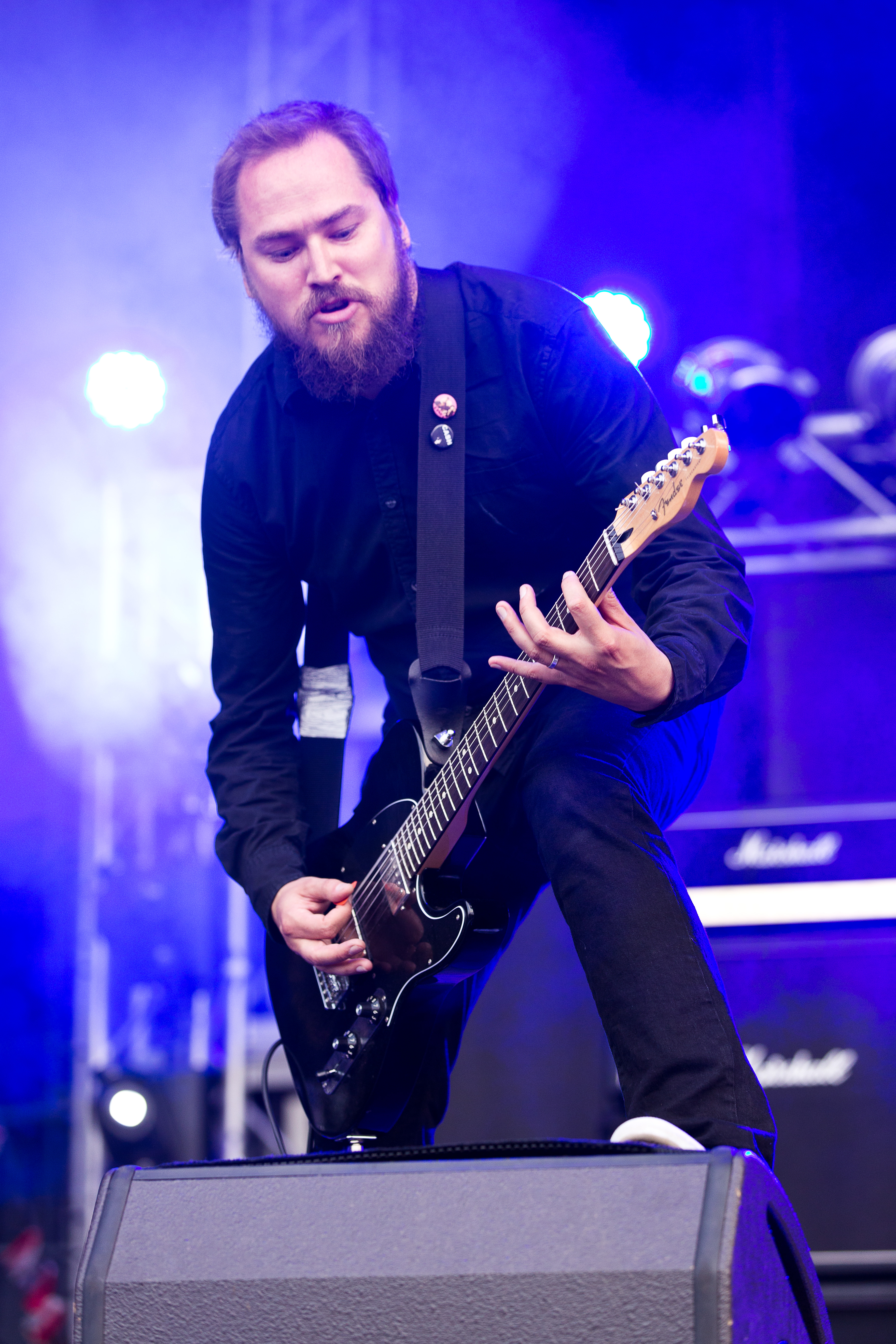
Ville Naukkarinen auf dem Party.San Open Air 2015
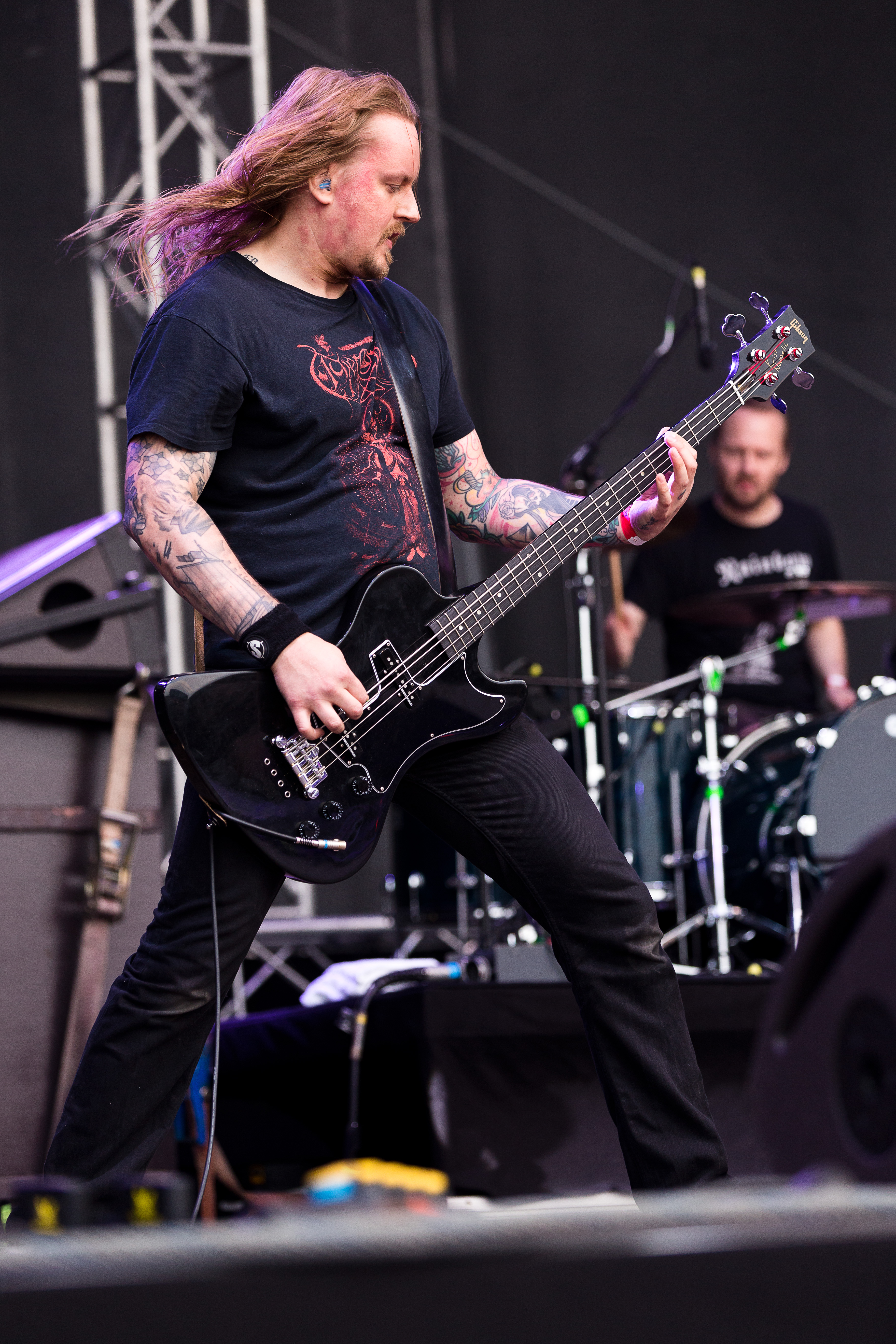
Janne Julin auf dem Party.San Open Air 2015
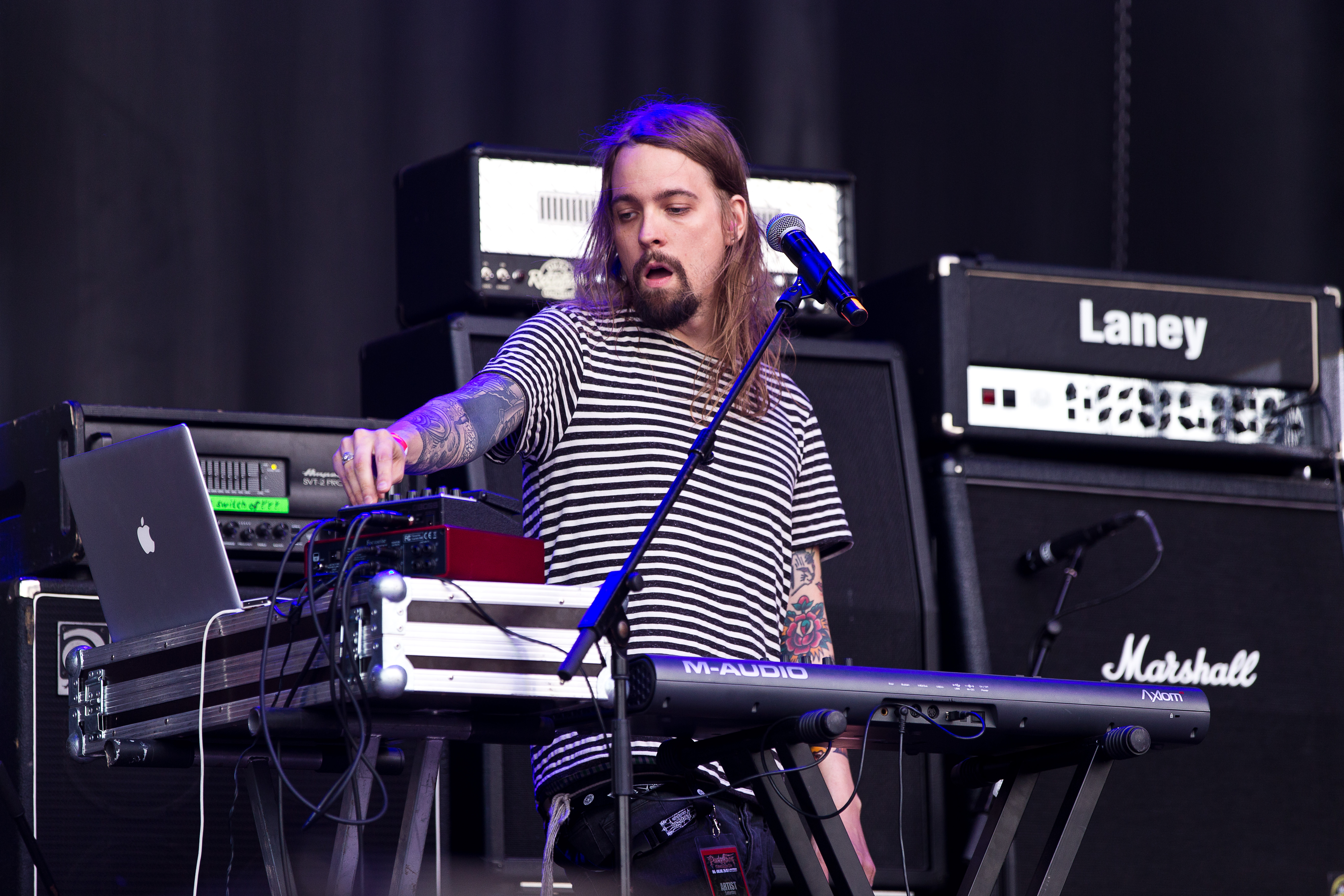
Aleksi Munter auf dem Party.San Open Air 2015
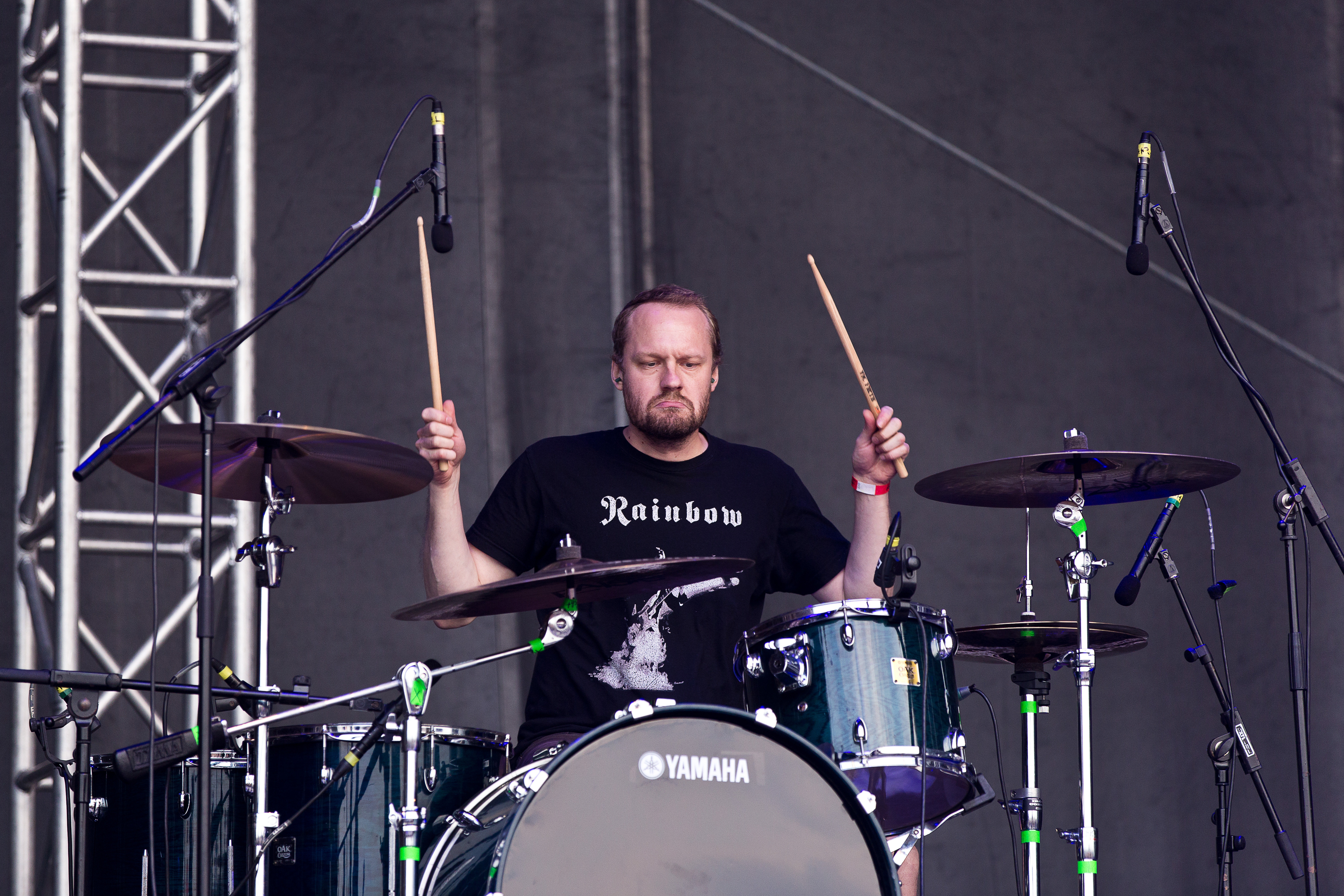
Veli-Matti Suihkonen auf dem Party.San Open Air 2015

## Diskografie

### Studioalben
- 2007: Guided by Fire
- 2009: Isolation Songs
- 2011: Until Fear No Longer Defines Us
- 2014: IV - One with the Storm

### Demos
- 2006: Demo

### Singles
- 2011: Clawmaster
- 2012: In the Woods (Jonny Wanha Remix) - Soulcarvers (Acoustic)